# التهاب جلدي مرجاني
الالتهاب الجلدي المرجاني (بالإنجليزية: Coral dermatitis)‏ هو حالة جلدية ناجمة عن الإصابة من الهيكل الخارجي لبعض أنواع المرجان.:430